# مارتن بايفلد
مارتن كريستوفر بايفلد (بالإنجليزية: Martin Bayfield) هو ممثل ولاعب رغبي سابق إنجليزي ولد يوم 21 ديسمبر 1966 في مدينة بيدفورد. لعب مع فرق نورثهامبتون سانتس وبيدفورد بلوز. بعد اعتزاله أصبح ممثل في سنة 2002.

## روابط خارجية
- مارتن بايفلد على موقع IMDb (الإنجليزية)
- مارتن بايفلد على موقع أول موفي (الإنجليزية)
- مارتن بايفلد على موقع قاعدة بيانات الفيلم (الإنجليزية)
- مارتن بايفلد على موقع كينوبويسك (الروسية)
- مارتن بايفلد على موقع دوري الرغبي الممتاز (الإنجليزية)
- مارتن بايفلد عل موقع إسبنسكروم (الإنجليزية)